# Saint-Maixme-Hauterive
Saint-Maixme-Hauterive település Franciaországban, Eure-et-Loir megyében. Lakosainak száma 410 fő (2022. január 1.). Saint-Maixme-Hauterive Saint-Ange-et-Torçay, Thimert-Gâtelles, Ardelles és Digny községekkel határos.

## Népesség
A település népessége az elmúlt években az alábbi módon változott:
| Lakosok száma | 234  | 316  | 349  | 448  | 438  | 432  | 418  | 408  | 403  | 410  |
|               | 1968 | 1990 | 1999 | 2011 | 2013 | 2016 | 2017 | 2019 | 2020 | 2022 |